# Saniella occidentalis
Saniella occidentalis är en enhjärtbladig växtart som först beskrevs av Gert Cornelius Nel, och fick sitt nu gällande namn av Brian Laurence Burtt. Saniella occidentalis ingår i släktet Saniella och familjen Hypoxidaceae. Inga underarter finns listade i Catalogue of Life.